# Bologna Football Club 1982-1983
Questa voce raccoglie le informazioni riguardanti il Bologna Football Club nelle competizioni ufficiali della stagione 1982-1983.

## Stagione

Il neoacquisto Francesco Guidolin (a destra) al tiro contro la

Il Bologna disputa nella stagione 1982-1983 il suo primo campionato fuori dalla élite del calcio nazionale, in Serie B.
Nelle prime battute paga la desuetudine a questo combattivo torneo, e chiude il girone di andata a metà classifica con 17 punti, nettamente staccato dalle battistrada. 
Nel girone di ritorno, invece di migliorare il bottino precedentemente ottenuto, raccoglie solo 15 punti nonostante i tre avvicendamenti sulla panchina; in questo modo colleziona la seconda retrocessione consecutiva, finendo per la prima volta in 75 anni di storia in terza serie.
In Coppa Italia il Bologna disputa e vince il girone 4 delle qualificazioni, accedendo agli ottavi di finale. Viene successivamente eliminato dal Pisa nel doppio confronto degli ottavi di finale, pareggiando entrambi gli incontri (0-0 e 2-2).

## Divise e sponsor
Lo sponsor tecnico per la stagione 1982-1983 fu Ennerre, mentre a stagione già avviata si aggiunse come sponsor ufficiale Bertagni.
| Casa | Trasferta | Terza divisa | 1ª portiere | 2ª portiere |

## Organigramma societario
Area direttiva
- Presidente: Tommaso Fabbretti
- Direttore generale: Giacomo Bulgarelli
- Segretario: Gianluigi Farnè

Area tecnica
- Direttore sportivo: Carlo Montanari
- Allenatore: Alfredo Magni, dal 9 novembre Paolo Carosi[3], dal 5 marzo Cesarino Cervellati[4]

## Rosa
| N. |                   | Ruolo | Calciatore                |
| -- | ----------------- | ----- | ------------------------- |
|    | Italia (bandiera) | P     | Oriano Boschin            |
|    | Italia (bandiera) | P     | Luca Lippi Bruni          |
|    | Italia (bandiera) | P     | Andrea Pazzagli           |
|    | Italia (bandiera) | P     | Giuseppe Zinetti          |
|    | Italia (bandiera) | D     | Klaus Bachlechner         |
|    | Italia (bandiera) | D     | Luciano Cilona            |
|    | Italia (bandiera) | D     | Giuseppe Di Sarno         |
|    | Italia (bandiera) | D     | Franco Fabbri             |
|    | Italia (bandiera) | D     | Angelo Frappampina        |
|    | Italia (bandiera) | D     | Antonio Logozzo           |
|    | Italia (bandiera) | D     | Pierluigi Marcomini       |
|    | Italia (bandiera) | D     | Omar Martelli             |
|    | Italia (bandiera) | D     | Sergio Salice             |
|    | Italia (bandiera) | D     | Claudio Treggia           |
|    | Italia (bandiera) | D     | Maurizio Turone           |
|    | Italia (bandiera) | C     | Franco Colomba (capitano) |

| N. |                       | Ruolo | Calciatore         |
| -- | --------------------- | ----- | ------------------ |
|    | Italia (bandiera)     | C     | Francesco Guidolin |
|    | San Marino (bandiera) | C     | Marco Macina       |
|    | Italia (bandiera)     | C     | Giancarlo Marocchi |
|    | Italia (bandiera)     | C     | Marco Marocchi     |
|    | Italia (bandiera)     | C     | Adelmo Paris       |
|    | Italia (bandiera)     | C     | Danilo Pileggi     |
|    | Italia (bandiera)     | C     | Ivo Pulga          |
|    | Italia (bandiera)     | C     | Giorgio Roselli    |
|    | Italia (bandiera)     | C     | Paolo Sacchetti    |
|    | Italia (bandiera)     | C     | Claudio Sclosa     |
|    | Italia (bandiera)     | A     | Gianluca De Ponti  |
|    | Italia (bandiera)     | A     | Dario Di Donato    |
|    | Italia (bandiera)     | A     | Giuliano Fiorini   |
|    | Italia (bandiera)     | A     | Mauro Gibellini    |
|    | Italia (bandiera)     | A     | Roberto Russo      |
|    | Italia (bandiera)     | A     | Ezio Sella         |

## Risultati

### Serie B

#### Girone di andata
| Varese 12 settembre 1982 1ª giornata | Varese               | 0 – 0 | Bologna | Stadio Franco Ossola\| Arbitro: \| Barbaresco (Cormons) \| |
| Arbitro:                             | Barbaresco (Cormons) |       |         |                                                            |

| Arbitro: | Falzier (Treviso) |

|  |           |           |
|  | Marcatori | 15’ Mutti |

| Arbitro: | Longhi (Roma) |

|             |           |              |
| Desolati 4’ | Marcatori | 16’ De Ponti |

| Arbitro: | Giaffreda (Roma) |

|            |           |                                               |
| Macina 51’ | Marcatori | 5’ De Stefanis 28’ (rig.) Lopez 87’ Gasperini |

| Perugia 10 ottobre 1982 5ª giornata | Perugia        | 0 – 0 | Bologna | Stadio Renato Curi\| Arbitro: \| Pieri (Genova) \| |
| Arbitro:                            | Pieri (Genova) |       |         |                                                    |

| Arbitro: | Bianciardi (Siena) |

|                             |           |              |
| Paris 63’ (rig.) Sclosa 86’ | Marcatori | 22’ Giordano |

| Arbitro: | Pairetto (Torino) |

|                                                      |           |  |
| Jordan 21’, 56’ Cuoghi 64’ Battistini 71’ Serena 78’ | Marcatori |  |

| Arbitro: | Pezzella (Frattamaggiore) |

|           |           |  |
| Russo 25’ | Marcatori |  |

| Arbitro: | Leni (Perugia) |

|                                |           |  |
| Logozzo 31’ (aut.) Cinello 37’ | Marcatori |  |

| Arbitro: | Magni (Torino) |

|                      |           |           |
| Gibellini 20’ (rig.) | Marcatori | 79’ Silva |

| Arbitro: | Paparesta (Bari) |

|  |           |              |
|  | Marcatori | 57’ De Ponti |

| Arbitro: | Facchin (Udine) |

|                       |           |                                          |
| Biondi 50’ Tacchi 77’ | Marcatori | 41’ (aut.) Biagetti 83’ (rig.) Gibellini |

| Arbitro: | Lanese (Bologna) |

|            |           |                   |
| Sclosa 47’ | Marcatori | 20’ (aut.) Turone |

| Arbitro: | Lombardo (Marsala) |

|             |           |  |
| Bagnato 10’ | Marcatori |  |

| Arbitro: | Pieri (Genova) |

|           |           |                |
| Russo 47’ | Marcatori | 45’ Cantarutti |

| Arbitro: | Altobelli (Roma) |

|                           |           |  |
| Roselli 20’ Gibellini 49’ | Marcatori |  |

| Reggio Emilia 9 gennaio 1983 17ª giornata | Reggiana           | 0 – 0 | Bologna | Stadio Mirabello\| Arbitro: \| Bianciardi (Siena) \| |
| Arbitro:                                  | Bianciardi (Siena) |       |         |                                                      |

| Bologna 16 gennaio 1983 18ª giornata | Bologna           | 0 – 0 | Cremonese | Stadio Comunale\| Arbitro: \| Falzier (Treviso) \| |
| Arbitro:                             | Falzier (Treviso) |       |           |                                                    |

| Arbitro: | Baldi (Roma) |

|                         |           |                      |
| Bolis 33’ Peroncini 47’ | Marcatori | 43’ (rig.) Gibellini |

#### Girone di ritorno
| Arbitro: | Pirandola (Lecce) |

|              |           |  |
| Guidolin 45’ | Marcatori |  |

| Arbitro: | Angelelli (Terni) |

|                                 |           |  |
| Sandri 26’ Mutti 84’ Magrin 87’ | Marcatori |  |

| Bologna 20 febbraio 1983 22ª giornata | Bologna                    | 0 – 0 | Foggia | Stadio Comunale\| Arbitro: \| Esposito (Torre del Greco) \| |
| Arbitro:                              | Esposito (Torre del Greco) |       |        |                                                             |

| Arbitro: | Testa (Prato) |

|                        |           |  |
| De Rosa 24’ Barone 44’ | Marcatori |  |

| Arbitro: | Ballerini (La Spezia) |

|                                              |           |           |
| Gibellini 19’ De Ponti 25’ Amenta 89’ (aut.) | Marcatori | 50’ Caneo |

| Arbitro: | Paparesta (Bari) |

|           |           |               |
| Surro 72’ | Marcatori | 71’ Gibellini |

| Arbitro: | Pieri (Genova) |

|                     |           |                                          |
| Tassotti 90’ (aut.) | Marcatori | 25’ Pasinato 46’ Verza 67’ (rig.) Baresi |

| Arbitro: | Esposito (Torre del Greco) |

|              |           |  |
| Vincenzi 58’ | Marcatori |  |

| Arbitro: | Ballerini (La Spezia) |

|  |           |           |
|  | Marcatori | 82’ Galia |

| Arbitro: | Bianciardi (Siena) |

|                          |           |                 |
| Silva 16’ Petrangeli 56’ | Marcatori | 88’ Frappampina |

| Arbitro: | Altobelli (Roma) |

|            |           |  |
| Macina 87’ | Marcatori |  |

| Bologna 24 aprile 1983 31ª giornata | Bologna           | 0 – 0 | Campobasso | Stadio Comunale\| Arbitro: \| Pirandola (Lecce) \| |
| Arbitro:                            | Pirandola (Lecce) |       |            |                                                    |

| Arbitro: | Magni (Bergamo) |

|                |           |  |
| Di Michele 34’ | Marcatori |  |

| Arbitro: | Esposito (Torre del Greco) |

|             |           |              |
| De Ponti 9’ | Marcatori | 54’ Caricola |

| Arbitro: | Angelelli (Terni) |

|                        |           |                     |
| Crusco 70’ Barozzi 82’ | Marcatori | 47’ (aut.) Mastalli |

| Arbitro: | Benedetti (Roma) |

|                    |           |                                          |
| Orlandi 59’ (rig.) | Marcatori | 46’ Frappampina 51’ Colomba 84’ De Ponti |

| Arbitro: | D'Elia (Salerno) |

|                             |           |           |
| Roselli 26’ Frappampina 87’ | Marcatori | 78’ Boito |

| Arbitro: | Barbaresco (Cormons) |

|                                               |           |  |
| Frutti 40’ (rig.), 69’ Ferri 82’ Rebonato 86’ | Marcatori |  |

| Arbitro: | Pirandola (Lecce) |

|                        |           |                    |
| Fabbri 21’ Colomba 59’ | Marcatori | 29’, 63’ Marronaro |

### Coppa Italia

#### Fase a gironi
| Arbitro: | Lombardo (Marsala) |

|                |           |  |
| Sella 23’, 26’ | Marcatori |  |

| Arbitro: | Pieri (Genova) |

|            |           |             |
| Casale 45’ | Marcatori | 12’ Pileggi |

| Arbitro: | Giaffreda (Roma) |

|                                     |           |  |
| Roselli 3’ De Ponti 47’, 50’ (rig.) | Marcatori |  |

| Cava dei Tirreni 1º settembre 1982 4ª giornata – Girone 4 | Cavese          | 0 – 0 | Bologna | Stadio Comunale\| Arbitro: \| Magni (Bergamo) \| |
| Arbitro:                                                  | Magni (Bergamo) |       |         |                                                  |

| Arbitro: | Menegali (Roma) |

|                               |           |                            |
| Sella 11’ De Ponti 73’ (rig.) | Marcatori | 43’ F. Graziani 51’ C. Pin |

#### Fase a eliminazione diretta
| Pisa 23 marzo 1983 Ottavi di finale – Andata | Pisa            | 0 – 0 | Bologna | Stadio Arena Garibaldi\| Arbitro: \| Facchin (Udine) \| |
| Arbitro:                                     | Facchin (Udine) |       |         |                                                         |

| Arbitro: | Leni (Perugia) |

|                             |           |                        |
| Fabbri 21’ Sorbi 70’ (aut.) | Marcatori | 27’ Todesco 83’ Garuti |

## Statistiche

### Statistiche di squadra
Statistiche aggiornate al 12 giugno 1983.
| Competizione | Punti | In casa | In casa | In casa | In casa | In casa | In casa | In trasferta | In trasferta | In trasferta | In trasferta | In trasferta | In trasferta | Totale | Totale | Totale | Totale | Totale | Totale | DR  |
| Competizione | Punti | G       | V       | N       | P       | Gf      | Gs      | G            | V            | N            | P            | Gf           | Gs           | G      | V      | N      | P      | Gf     | Gs     | DR  |
| ------------ | ----- | ------- | ------- | ------- | ------- | ------- | ------- | ------------ | ------------ | ------------ | ------------ | ------------ | ------------ | ------ | ------ | ------ | ------ | ------ | ------ | --- |
| Serie B      | 32    | 19      | 7       | 8       | 4       | 20      | 17      | 19           | 2            | 6            | 11           | 11           | 30           | 38     | 9      | 14     | 15     | 31     | 47     | -16 |
| Coppa Italia | -     | 4       | 2       | 2       | 0       | 9       | 4       | 3            | 0            | 3            | 0            | 1            | 1            | 7      | 2      | 5      | 0      | 10     | 5      | +5  |
| Totale       | -     | 23      | 9       | 10      | 4       | 29      | 21      | 22           | 2            | 9            | 11           | 12           | 31           | 45     | 11     | 19     | 15     | 41     | 52     | -11 |

### Statistiche dei giocatori
| Giocatore      | Serie B  | Serie B | Coppa Italia | Coppa Italia | Totale   | Totale |
| Giocatore      | Presenze | Reti    | Presenze     | Reti         | Presenze | Reti   |
| -------------- | -------- | ------- | ------------ | ------------ | -------- | ------ |
| K. Bachlechner | 35       | 0       | ?            | 0            | 35+      | 0      |
| O. Boschin     | 11       | -12     | ?            | -?           | 11+      | -12+   |
| L. Cilona      | 17       | 0       | ?            | 0            | 17+      | 0      |
| F. Colomba     | 34       | 2       | ?            | 0            | 34+      | 2      |
| G. De Ponti    | 29       | 5       | ?            | 3            | 29+      | 8      |
| D. Di Donato   | 1        | 0       | ?            | 0            | 1+       | 0      |
| G. Di Sarno    | 2        | 0       | ?            | 0            | 2+       | 0      |
| F. Fabbri      | 28       | 1       | ?            | 1            | 28+      | 2      |
| G. Fiorini     | 2        | 0       | ?            | 0            | 2+       | 0      |
| A. Frappampina | 32       | 3       | ?            | 0            | 32+      | 3      |
| M. Gibellini   | 21       | 6       | ?            | 0            | 21+      | 6      |
| F. Guidolin    | 24       | 1       | ?            | 0            | 24+      | 1      |
| A. Logozzo     | 26       | 0       | ?            | 0            | 26+      | 0      |
| M. Macina      | 14       | 2       | ?            | 0            | 14+      | 2      |
| P. Marcomini   | 1        | 0       | ?            | 0            | 1+       | 0      |
| G. Marocchi    | 8        | 0       | ?            | 0            | 8+       | 0      |
| M. Marocchi    | 28       | 0       | ?            | 0            | 28+      | 0      |
| O. Martelli    | 2        | 0       | ?            | 0            | 2+       | 0      |
| A. Paris       | 15       | 1       | ?            | 0            | 15+      | 1      |
| D. Pileggi     | 6        | 0       | ?            | 1            | 6+       | 1      |
| G. Roselli     | 34       | 2       | ?            | 1            | 34+      | 3      |
| R. Russo       | 24       | 2       | ?            | 0            | 24+      | 2      |
| P. Sacchetti   | 8        | 0       | ?            | 0            | 8+       | 0      |
| S. Salice      | 1        | 0       | ?            | 0            | 1+       | 0      |
| C. Sclosa      | 27       | 2       | ?            | 0            | 27+      | 2      |
| E. Sella       | 4        | 0       | ?            | 3            | 4+       | 3      |
| C. Treggia     | 2        | 0       | ?            | 0            | 2+       | 0      |
| M. Turone      | 20       | 0       | ?            | 0            | 20+      | 0      |
| G. Zinetti     | 27       | -35     | ?            | -?           | 27+      | -35+   |